# Кавуля Василь Леонтійович
Кавуля Василь Леонтійович (10.02.1893 – 26.08.1979) – громадський та військовий діяч, член-засновник товариства "Запороже", четар УГА, учасник збройного спротиву румунській окупації Буковини (бій на станції Лужани) за часів ЗУНР, викладач німецької та української мови.